# Левівщина
Ле́вівщина — село в Чернігівській області України, входить до складу Талалаївської селищної громади. За адміністративним поділом до липня 2020 року село входило до Талалаївського району, а після укрупнення районів входить до Прилуцького району. До 2017 року було підпорядковане Красноколядинській сільській раді. Населення — 44 особи, площа — 0,378 км².

## Історія
На мапі Шуберта 1869 року - позначено як хутір без назви. Відсутнє на мапі Роменського округу 1925 року . На мапі РСЧА 1941 року - хутір Левівщина з 20 дворів. 
2009 року до села підведений асфальтований автошлях.